# Jack Hoopia
Jack Hoopia es un presentador de televisión, naturalista autodidacta, conservacionista, documentalista, locutor,  zoocuidador y ecologista venezolano. Conocido por haber sido cuidador del Terrario de caracas del Parque Generalísimo Francisco de Miranda en la ciudad de Caracas, Venezuela; Mismo que es considerada la colección zoológica de reptiles, anfibios y artrópodos más importante del país sudamericano.
Hoopia es conocido por trabajar en distintas ONG que se encargan de la protección de diferentes especies súper importantes de la fauna venezolana, como en el caso del Cocodrilo del Orinoco (Crocodylus intermedius), especie de cocodrilo endémica de la cuenca del río Orinoco y que se encuentra en peligro crítico de extinción.

## Biografía
Jack Hoopia, de verdadero apellido Serrano, nació en la Victoria, estado Aragua, el 19 de mayo de 1974. Desde niño mostró interés por la fauna silvestre. En su adolescencia comienza, y con la orientación de los aficionados a la herpetología Adolfo Houtmann y Sandner Montilla, en la tenencia y manipulación de serpientes de todo tipo y peligrosidad. Es en la década del 2000 cuando comienza a trabajar en el Terrario del Parque del Este http://www.terrario.org.ve/ Archivado el 19 de octubre de 2011 en Wayback Machine.; siguiendo las indicaciones y lineamientos de trabajo del entonces director del terrario, el biólogo Saúl Gutiérrez Eljuri (+).
Trabajó y colaboró en numerosas producciones televisivas en la parte de material audiovisual que involucraba fauna silvestre, destacando trabajos suyos con Steve Backshall y Dominic Monaghan.

## Filmografía

### Programas de televisión
| Año         | Programa                                  | Cadena               | Nota                             |
| ----------- | ----------------------------------------- | -------------------- | -------------------------------- |
| 2001        | La guerra de los sexos                    | Venevision           | Animalero de "El Animal Secreto" |
| 2005-2008   | Portada's                                 | Venevisión           | Animalero                        |
| 2012        | 60 encuentros letales con Steve Backshall | BBC                  | Invitado especial                |
| 2012        | Criaturas de miedo con Dominic Monaghan   | BBC                  | Invitado especial                |
| 2018 - 2023 | Río verde: Explorando maravillas          | Globovisión          | Presentador                      |
| 2018        | Mujeres en todo                           | Globovisión          | Invitado                         |
| 2018        | Noticias Globovision'                     | Globovisión          | Invitado                         |
| 2021-2024   | Jack Hoopia Wild                          | YouTube y Tvvnetwork | Presentador                      |

### Documentales
- Las caimanas de Saúl

## Ecologismo
Se destacó como guía del terrario de Caracas, el cual se considera como una de las colecciones animales más importantes de Venezuela, además de que ha trabajado en la conservación y ecología de especies como el cocodrilo del Orinoco, el caimán de la costa (Crocodylus acutus), la anaconda verde (Eunectes murinus), el águila arpía (Harpia harpyja) y la tonina (Inia geoffrensis).